# Rašćani (Sveti Ivan Žabno)
Rašćani falu Horvátországban Kapronca-Kőrös megyében. Közigazgatásilag Sveti Ivan Žabnóhoz  tartozik.

## Fekvése
Kőröstől 9 km-re keletre, községközpontjától 10 km-re északkeletre fekszik.

## Története
1857-ben 191, 1910-ben 254 lakosa volt. Trianonig Belovár-Kőrös vármegye Körösi járásához tartozott. 2001-ben 130 lakosa volt.

## Külső hivatkozások
A község hivatalos oldala